# 氟化鈾醯
氟化鈾醯（UO2F2），铀的化合物的一种，是在六氟化铀和空气中的水分的直接反应产物，也是六氟化铀氧化或与金属反应时生成的中间化合物。非常容易溶于水，有很强的吸水性，与水反应后由亮橙色变为黄色。氟化鈾醯在300℃的空气中表现稳定，当温度升高时，缓慢分解成U3O8，并释放出有毒气体。

## 毒理学
一般来说，氟化铀酰尽管都是由高浓缩铀生成，会有略强的放射性，但其化学危害远比物理放射性危害明显。氟化鈾醯具有强烈腐蚀性，吸入或摄入可能会致命，皮肤接触虽然会延缓其效果，但仍然相当危险。